# Miguel Walsh
Miguel Nicolás Walsh (* 1987 in Buenos Aires) ist ein argentinischer Mathematiker, der sich mit Zahlentheorie und Ergodentheorie befasst.
Walsh, ein Großneffe des während des Endes der Militärdiktatur in Argentinien verschwundenen (ermordeten) Journalisten und Schriftstellers Rodolfo Walsh, wuchs in Almagro (Buenos Aires) auf und besuchte die Escuela Argentina Modelo in Palermo (Buenos Aires). Er studierte an der Universität von Buenos Aires Mathematik mit dem Lizenziat 2010 und er wurde dort 2012 bei Román Sasyk promoviert. Er war in dieser Zeit Stipendiat der argentinischen Forschungsförderungsorganisation CONCIET (Consejo Nacional de Investigaciones Científicas y Técnicas). Als Post-Doktorand war er an der Universität Oxford und 2014 Special Fellow des Merton College in Oxford.
Er befasst sich mit analytischer Zahlentheorie, inversen Problemen in der arithmetischen Kombinatorik, Abschätzung der Anzahl rationaler Punkte auf algebraischen Kurven und dem asymptotischen Verhalten ergodischer Mittel.
2013 erhielt er den MCA Preis (Mathematical Congress of the Americas) und 2014 erhielt er den ICTP Ramanujan Prize. 2014 wurde er Clay Research Fellow. 2018 war er eingeladener Sprecher auf dem ICM. 2024 erhielt er den Salem Prize.

## Schriften
- Bounded rational points on curves, Preprint 2013, Arxiv
- The algebraicity of ill-distributed sets, Geometric and Functional Analysis, Band 24, 2014, S. 959–967, Arxiv
- Norm convergence of nilpotent ergodic averages, Annals of Mathematics, Band 175, 2012, S. 1667–1688, Arxiv
- The inverse sieve problem in high dimensions, Duke Mathematical Journal, Band 161, 2012, S. 2001–2022, Arxiv